# Karamjit Singh
Karamjit Singh (1962. január 29. –) maláj raliversenyző, háromszoros Ázsia-óceánia ralibajnok.

## Pályafutása
Az 1994-es ausztrál versenyen debütált a világbajnokság mezőnyében. Világbajnoki pályafutása során harminchárom versenyen állt rajthoz, kivétel nélkül minden versenyen a maláj Proton márkával. 2002-ben megnyerte az N csoportos világbajnokságot.
Karamjit három alkalommal, 2001-ben, 2002-ben és 2004-ben az ázsia–óceániai ralibajnokság győztese volt.

## Sikerei
- Ázsia–óceániai ralibajnokság
  - Bajnok: 2001, 2002, 2004
  - Második: 2003
- N csoportos rali-világbajnokság
  - Bajnok: 2002

## Külső hivatkozások
- Profilja az ewrc.cz honlapon
- Profilja a rallybase.nl honlapon